# Proton Synchrotron
Proton Synchrotron (PS) to jeden synchrotronów zainstalowanych w laboratorium CERN. Przyjmuje on protony wstrzykiwane z PS boostera o energii 1.4 GeV i przyśpiesza je do energii 28 GeV. Następnie protony wstrzykiwane są do synchrotronu SPS. Oprócz protonów przyśpieszane mogą być także elektrony, pozytony oraz jony.
PS został oddany do użytku w roku 1959. Jego obwód wynosi 628 metrów. W ciągu przeszło 50 lat przeszedł kilka poważnych modyfikacji,
ale główne magnesy dipolowe pozostają te same.
PS jest podzielony na 100 sekcji. Każda sekcja zawiera jeden 30-tonowy główny dipol oraz jednometrową sekcję prostą gdzie umieszcza się
wnęki przyśpieszające, linie transferowe oraz instrumenty mierzące parametry wiązki.
W PS-ie wiązka protonowa podlega tzw. "transition crossing", które jest zdefiniowane jako moment w którym przyrost prędkości cząstki w wyniku przyśpieszania staje się mniejszy niż wzrost długości trajektorii cząstki. Poniżej energii odpowiadającej "transition crossing" częstotliwość obiegu cząstek w akceleratorze wzrasta z energią wiązki. Powyżej energii "transition crossing" częstotliwość spada bo zwiększa się długość orbity o prędkość, już relatywistyczna, przyrasta wolniej.